# Team Gerolsteiner/2008

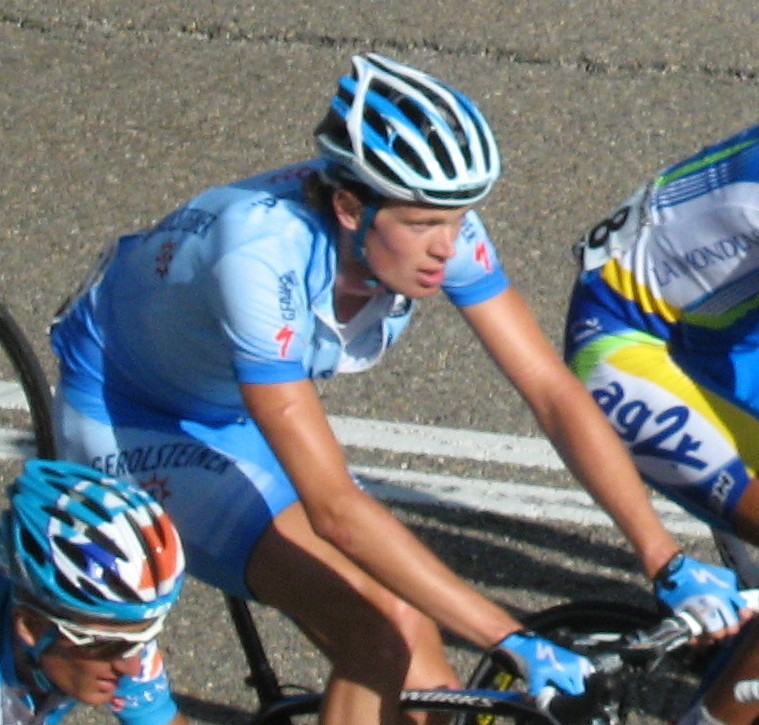
Tom Stamsnijder in de Vuelta 2008.

Deze pagina geeft een overzicht van de Duitse wielerploeg Team Gerolsteiner in 2008.
| Naam                | Geboortedatum | Nationaliteit | Ploeg 2007    |
| ------------------- | ------------- | ------------- | ------------- |
| Francesco De Bonis  | 14-04-1982    | Italië        | beloften      |
| Robert Förster      | 27-01-1978    | Duitsland     |               |
| Markus Fothen       | 09-09-1981    | Duitsland     |               |
| Thomas Fothen       | 06-04-1983    | Duitsland     |               |
| Mathias Frank       | 09-12-1986    | Zwitserland   | beloften      |
| Johannes Fröhlinger | 06-06-1985    | Duitsland     |               |
| Oscar Gatto         | 01-01-1985    | Italië        |               |
| Heinrich Haussler   | 25-02-1984    | Duitsland     |               |
| Tim Klinger         | 22-09-1984    | Duitsland     |               |
| Bernhard Kohl       | 04-01-1982    | Oostenrijk    |               |
| Sven Krauss         | 06-01-1983    | Duitsland     |               |
| Sebastian Lang      | 15-09-1979    | Duitsland     |               |
| Andrea Moletta      | 23-02-1979    | Italië        |               |
| Volker Ordowski     | 09-11-1973    | Duitsland     |               |
| Davide Rebellin     | 09-08-1971    | Italië        |               |
| Matthias Russ       | 14-11-1983    | Duitsland     |               |
| Ronny Scholz        | 24-04-1978    | Duitsland     |               |
| Stephan Schreck     | 15-07-1978    | Duitsland     | T-Mobile Team |
| Stefan Schumacher   | 21-07-1981    | Duitsland     |               |
| Tom Stamsnijder     | 15-05-1985    | Nederland     |               |
| Fabian Wegmann      | 20-06-1980    | Duitsland     |               |
| Carlo Westphal      | 25-11-1985    | Duitsland     |               |
| Peter Wrolich       | 30-05-1974    | Oostenrijk    |               |
| Oliver Zaugg        | 09-05-1981    | Zwitserland   |               |
| Markus Zberg        | 27-06-1974    | Zwitserland   |               |

1998 · 1999 · 2000 · 2001 · 2002 · 2003 · 2004 · 2005 · 2006 · 2007 · 2008
AG2R-La Mondiale · Astana · Bouygues Télécom · Caisse d'Epargne · Cofidis, Le Crédit par Téléphone · Team Columbia · Crédit Agricole · Team CSC · Euskaltel-Euskadi · La Française des Jeux · Team Gerolsteiner · Lampre-Fondital · Liquigas-Bianchi · Team Milram · Silence-Lotto · Quick·Step-Innergetic · Rabobank · Saunier Duval-Scott